# Ulla Zirne
Ulla Zirne (ur. 6 sierpnia 1995 w Rydze) – łotewska saneczkarka.

## Kariera sportowa
Saneczkarstwo uprawia od ósmego roku życia, a w kadrze narodowej znajduje się od 2009 roku. Dyscyplinę tę wybrała, ponieważ dorastała niedaleko toru saneczkowego, na którym pracowała jej matka.
W sezonie 2009/2010 uplasowała się na 12. pozycji w klasyfikacji generalnej młodzieżowego Pucharu Świata w jedynkach, była także 33. na mistrzostwach świata juniorów w tej samej konkurencji. W sezonie 2010/2011 zajęła 39. miejsce w klasyfikacji końcowej młodzieżowego PŚ w jedynkach, a na MŚ juniorów uplasowała się na 5. pozycji w sztafecie i 20. w jedynkach. W kolejnym sezonie wygrała klasyfikację generalną młodzieżowego PŚ w jedynkach, zajęła 3. miejsce w zawodach jedynek na zimowych igrzyskach olimpijskich młodzieży i 6. w sztafecie. Podczas tych zawodów była chorążym reprezentacji Łotwy. W tym samym roku była także 7. na MŚ juniorów w sztafecie. W sezonie 2012/2013 uplasowała się na 23. pozycji w klasyfikacji generalnej młodzieżowego PŚ oraz 40. w klasyfikacji końcowej seniorskiego Pucharu Świata. W 2013 roku zajęła 6. miejsce w jedynkach oraz 8. w sztafecie na mistrzostwach Europy juniorów, a na MŚ juniorów była 6. w sztafecie i 12. w jedynkach. Rok później wystąpiła na zimowych igrzyskach olimpijskich w Soczi, na których uplasowała się na 18. pozycji w zawodach jedynek.

## Życie prywatne
Zna pięć języków. Oprócz ojczystego łotewskiego są to angielski, francuski, niemiecki i rosyjski.